# Brunnenkopfhütte
Die Brunnenkopfhütte ist eine Schutzhütte der Sektion Bergland des Deutschen Alpenvereins (DAV). Sie liegt auf 1602 m ü. NHN Höhe in den Ammergauer Alpen im Ettaler Forst im Landkreis Garmisch-Partenkirchen. Sie geht zurück auf die Brunnenkopfhäuser, Jagdhütten, die König Maximilian II. Mitte des 19. Jahrhunderts errichten ließ. Die Hütte ist als Baudenkmal in die Bayerische Denkmalliste eingetragen.

## Zugänge
- Schloss Linderhof (937 m), Gehzeit: 2 Stunden

Der ausgeschilderte Wanderweg beginnt am Ende des Schlossparkplatzes. Dort ist ein ausgewiesener Wanderparkplatz. Es gilt zu beachten, dass bereits ab einer Übernachtung ein zweitägiges Parkticket gelöst werden muss.

## Tourenmöglichkeiten

### Übergänge zu Nachbarhütten
- August-Schuster-Haus am Pürschling,  Gehzeit: 2½–3 Stunden
- Kenzenhütte über Klammspitze und Feigenkopf, Gehzeit: 3½ Stunden

### Gipfelbesteigungen
- Brunnenkopf (1718 m), Gehzeit: 20 Minuten
- Große Klammspitz (1925 m), Gehzeit: 1–1½ Stunden
- Hennenkopf (1768 m), Gehzeit: 1½ Stunden
- Feigenkopf (1866 m), Gehzeit: 2 Stunden

### Wanderwege
- Hennenkopf – Laubeneck – Teufelstättkopf – Pürschling, Gehzeit: 3 Stunden

## Historische Entwicklung
Die Brunnenkopfhäuser im Ammergebirge haben eine bewegte Geschichte hinter sich. Ursprünglich als Jagdhütte 1856 erbaut, dienten sie dem bayerischen Königshaus bei ihren Jagdausflügen. Der Bau erfolgte auf Anweisung von König Max II., nach Entwürfen des Hofbauinspektors Eduard Riedel. König Max II. übernachtete laut dem Reisebericht von Bodenstedt 1858 auf seiner Alpenwanderung in der neu erbauten Jagdhütte am Brunnenkopf.
Nach König Max II. nutzte auch sein Sohn König Ludwig II. die Brunnenkopfhäuser intensiv. Nun nicht mehr zur Jagd, die er sogar während seinen Aufenthalten verbieten ließ, sondern vielmehr zur Erholung und auch zur Erledigung von Regierungsgeschäften.
Nach Ludwig II.'s Tod verfielen die Gebäude zunehmend, insbesondere während der Kriegszeiten und durch Plünderungen. 1919 übernahm die Sektion Bergland des DAV die Hütten von der Krongutverwaltung und startete umfassende Renovierungen, um den Erhalt zu gewährleisten und eine Weiternutzung als Alpine Schutzhütte zu ermöglichen. Die offizielle Eröffnung der Brunnenkopfhütte als DAV-Schutzhütte fand am 4. Juni 1922 statt.
Die Zeit des Zweiten Weltkriegs bedeutete erneut Zerstörung und Diebstahl, jedoch konnten größere Schäden durch das beherzte Eingreifen der Hüttenwirtin Resl Schwalb verhindert werden, welche SS-Soldaten zur friedlichen Aufgabe bewegte.
In der Nachkriegszeit wurden regelmäßig umfangreiche Renovierungs- und Modernisierungsmaßnahmen durchgeführt, um die Hütten instand zu halten und an die steigenden Anforderungen des Tourismus und der Umweltauflagen anzupassen.
Trotz zahlreicher Herausforderungen, insbesondere finanzieller Natur und durch Naturgewalten verursachte Schäden, hat die Brunnenkopfhütte ihre Bedeutung als alpiner Stützpunkt im Ammergebirge bewahrt und erfreut sich großer Beliebtheit bei Wanderern und Bergsteigern.
Die Sektion Bergland hat in über einem Jahrhundert die Hütten mit erheblichem ehrenamtlichem Einsatz gepflegt und weiterentwickelt. Heute stehen die Brunnenkopfhäuser nicht nur für die Geschichte Bayerns und des DAV, sondern auch als Beispiel nachhaltiger Entwicklung alpiner Infrastruktur.

## Chronologische Übersicht der Baumaßnahmen
- 1857: Errichtung der königlichen Jagdhütte mit Nebengebäude (sog. Gesindehaus mit Küche und Pferdestall) am Brunnenkopf nach Plänen von Eduard Riedel.
- 1919/1920: Erste umfangreiche Sanierung nach Übernahme durch die Sektion Bergland des Deutschen Alpenvereins (DAV).
- 1925: Schwere Schäden durch Unwetter, Ersatz der Holzschindeln durch Blechdächer.
- 1933: Erneuerung einer beschädigten Kellermauer nach Wassereinbruch.
- 1937: Umfassende Innenumbauten und neue Raumaufteilung.
- 1952: Wirbelsturm verursacht erhebliche Schäden am Dachstuhl; komplette Neudeckung mit Blechdächern.
- 1962/1963: Neubau sanitärer Anlagen; Helikopterunfall verzögert Fertigstellung.
- 1976: Ausbau des Versorgungswegs zur Hütte für Geländefahrzeuge.
- 1979/1980: Komplette Neuorganisation der Wasserversorgung.
- 1986: Installation einer kleinen Photovoltaikanlage.
- 2000: Umfangreiche Modernisierung der Kücheneinrichtung und Ausbau der Photovoltaikanlage.
- 2005/2007: Groß angelegte Sanierung, Bau biologischer Kläranlage, neue Trockentoiletten und umfassende energetische Verbesserungen.
- 2008: Erneuerung der elektrischen Lichtanlage nach Blitzeinschlag.
- 2010: Trockenlegung des Hüttenkellers.
- 2013: Dachstuhlsanierung.
- 2015: Neubau eines Waschhauses, Modernisierung der Solarbatterien.
- 2016: Einbau eines 20.000-Liter-Wassertanks.
- 2018: Sanierung des Versorgungsweges.
- 2023: Teilerneuerung der Photovoltaikanlage, Einbau neuer Wechselrichter und Umstellung der Beleuchtung von 24V auf 230V
- 2024: Neue Einfassung der Winterquelle, Sanierung der Hüttenstützmauer
- 2025: Kostspielige Instandsetzung des Versorgungsweges, Teilerneuerung der Zustiegswege zur Klammspitze und zum Brunnenkopf Gipfel

## Trivia
- Ludwig II. (Bayern) ließ seine Reitpferde vor seinen Berghütten malen. Die original Gemälde sind im Marstall Museum bei Schloss Nymphenburg ausgestellt. Durch dieses Gemälde ist das ursprüngliche Aussehen der Brunnenkopfhäuser gut nachvollziehbar.
- Der Bayerische Rundfunk hat in der Saison 2019 den damaligen Wirt der Brunnenkopfhütte, Luis Baudrexl, über die gesamte Saison mit einem Filmteam begleitet und in einer 12-teiligen Dokumentation die Arbeiten auf der Berghütte porträtiert.[3]

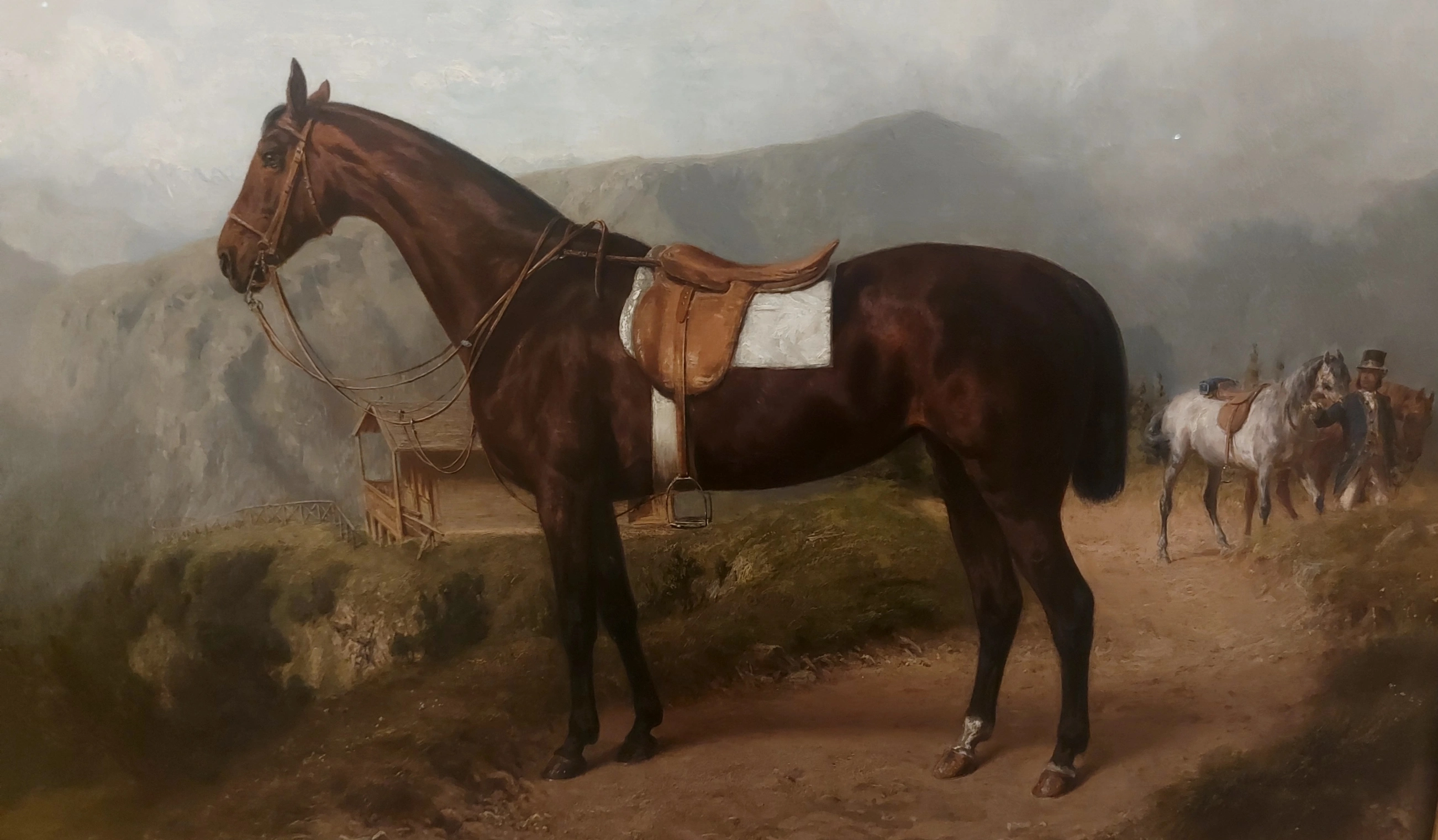
Pferd von König Ludwig II vor den Brunnenkopfhäusern

## Pächter der Brunnenkopfhütte
Chronologische Auflistung der Pächter bzw. Wirte der Brunnenkopfhütte.
| Pachtzeitraum | Wirtsleute                    |
| ------------- | ----------------------------- |
| 1968–1989     | Michiko und Hans Ettrich      |
| 1990–1999     | Lisa und Vitus Kreitmeir      |
| 2000–2004     | Veronika und Franz Mamhofer   |
| 2005          | Hütte wegen Umbau geschlossen |
| 2006          | Christine Krinninger          |
| 2007          | Andreas Lipf                  |
| 2008–2018     | Irmi und Norbert Misniks      |
| 2019          | Luis Baudrexl                 |
| 2020-         | Christian Deser               |